# 19 janvier dans les chemins de fer
19 décembre 19 février
Chronologies thématiques
- Croisades
- Sports
- Disney

Cette page concerne les événements qui se sont déroulés un 19 janvier dans les chemins de fer.

## Événements

### XIXesiècle
- 1891.  France :   ouverture de Bayonne à Cambo-les-Bains  première section de la ligne de Bayonne à Saint-Jean-Pied-de-Port par la Compagnie des chemins de fer du Midi et du Canal latéral à la Garonne[1].

### XXesiècle
- 1970, France : ouverture du tronçon La Défense - Charles de Gaulle - Étoile du futur RER A.